# Čamerija
Čamerija (alb. Çamëria, grč. Τσαμουριά) je toponim koji uglavnom koriste Albanci za delove priobalnih oblasti Epira na jugu Albanije i severozapadne Grčke, u kojima žive Albanci. Najveći deo Čamerije nalazi se u grčkim prefekturama Tesprotija i Preveza uz nekoliko sela u istočnom delu prefekure Janjina, te na krajnjem jugu Albanije u oblasti Saranda. U Grčkoj ovo ime nije poželjno, jer se vezuje uz albanski iredentizam, već se koriste isključivo grčki toponimi Epir i Tesprocija, koji se koriste još od antike.

## Ime, granica i geografija Čamerije

### Etimologija naziva Čamerija
Regija je dobila ime po Čamima (albancima posebnog dijalekta, koji su je nastanjivali), dodavanjem sufiksa-erija, koji u albanskom jeziku označava Zemlju Čama. Ime Čamerija se uglavnom koristilo kao naziv za ovaj kraj za vreme Osmanske vladavine . Ime - Čam, vrlo verovatno potiče od naziva reke Kalamas (alb. Thiamis) (albanski: Čam), tako naime Albanci zovu reku Kalamas.

### Granice Čamerije
Čamerija je naziv za antičku ali i današnju grčku prefekturu Tesprociju, koja se u srednjem veku zvala Vagenecija. Čamerija se prostire severno od Ambracijskog zaliva i zapadno od Janjinskih planina.
U antičko doba severna granica Tesprocije bila je reka Kalamas, ali je tokom srednjeg veka granica verovatno bila severnije. Vagenecija je uključivala i delove današnje južne Albanije; Sarandski distrikt te Delvinski distrikt.
No danas je kraj u kojem žive Čami bitno smanjen, u Albaniji su to samo dve male opštine; Markat i Konispol na krajnjem jugu. U Grčkoj su to prefekture Tesprocija i Preveza u severozapadnoj Grčkoj, te nekoliko naselja u prefekturi Janjina.

### Geografija Čamerije
Čamerija je uglavnom planinski kraj, i to izrazitije u svom južnom delu, dok je na severu više obradive zemlje.U kraju postoji pet reka, Pavlo na severu, Aheron, Luros, Araktos i Kalamas. Četiri od njih su u Grčkoj i jedna u Albaniji.

## Istorija

### Antičko doba
U antičko doba se taj kraj zvao Tesprocija, po grčkom plemenu Tesproti, koji su ga nastanjivali. Prema Strabonu, Tesproti su uz Kaone i Molosite bili najpoznatije od četrnaest antičkih plemenima Epira. Kaoni su bili prvi vladari Epira potom su ih nasledili Tesproti i Molositi.

### Srednji vek
U srednjem veku ovaj kraj bio je poznat kao Vagenecija, jedno vreme bio je u sklopu rimskog a kasnije vizantijskog carstva. Mihajlo I Komnin Duka, bratić vizantijskih careva Isaka II Anđela i Aleksija III utemeljio je Epirsku Despotovinu, koja se održala do kraja 15. veka. Vagenecija kao i ceo Epir ubrzo su postali novi dom mnogih grčkih izbeglica iz Carigrada, Tesalije i Peloponeza, koje su tu našli utočište nakon osmanskih osvajanja.

### Prva pojava albanskih plemena u 14 veku
U ovom razdoblju su zabeležena prva doseljavanja Albanaca i Cincara (Aromuna) u kraj. Epirska despotovina vodila je niz ratova uglavnom s Bugarskim i Nikejskim carstvom i vlastelom iz južne Italije Anžujcima. Vizantiju je ubrzo zahvatio građanski rat između Jovana V Paleologa i Jovana VI Kantakuzina pa je Epir osvojio srpski car Dušan 1348. godine.
Iz ruku srpskih srednjovekovnih vladara 1479. godine Vagenecija pada pod otomansku vlast.

### Čamerija u Osmanskom carstvu
Za vreme osmanske vladavine Čamerija je bila u sastavu vilajeta Janjina, a kasnije pod Janjinskim pašalukom.
Pri kraju 18. veka, moć Osmanskog carstva je oslabila, naročito središnje vlasti u Istanbulu, to je iskoristio i Ali-paša Tepelenski albanski namesnik toga kraja, koji se toliko osilio da je svoj pašaluk vodio gotovo kao potpuno nezavisnu državu od 1788. godine. Na kraju ga je to stajalo života, i vlasti 1823. Ali-paša, koji načelno nije trpeo nikakvu centralnu vlast, vrlo uporno se borio protiv onih koji bi tu vlast njemu osporavali, tako se čitav niz godina borio protiv zajednice Suliota (gorštaka mešanog etničkog sastava) koji su osporavali njegovu vlast. Nakon brojnih neuspelih pokušaja, zauzeo je njihov kraj 1803. godine. 
Nakon propasti Ali-pašinog pašaluka, Čamerija je ostala pod vlašću Osmanskog carstva. I Grčka i Albanija su imale aspiracija na ceo Epir i želele su da ga uključe u svoje buduće države.
Nakon Balkanskih ratova - Epir je podeljen 1913, na Londonskoj mirovnoj konferenciji, veći deo pripao je Kraljevini Grčkoj, a bitno manji ušao je u sastav novoosnovane države Albanije.

### Čamerija u novijoj istoriji
Kad je kraj ušao u sastav Kraljevine Grčke, veliki deo njenog stanovništva govorio je različitim jezicima; grčki, albanski, romski, cincarski. U razdoblju nakon 1923. godine u Čameriju se naselilo puno grčkih izbeglica iz Male Azije, tokom velike razmene stanovništva između Grčke i Turske, nakon Grčko-turskog rata 1919—1922. 1936. godine, tadašnja prefektura Janjina, podeljena je na dva dela,- novi deo dobio je antičko ime Tesprocija (koje dugo niko nije upotrebljavao). Albanski Čami dobili su status verske, ali ne i etničke manjine. Ali u to vreme nije bilo direktnih državnih progona i pritisaka na Čame.
Deo muslimanskih Čama preseljen je u Tursku za vreme velike razmene stanovništva a njihovu imovinu preuzela je grčka vlada. Pravoslavni Čami smatrani su Grcima, i bili su pritisnuti velikom asimilacijom.
Tokom okupacije Grčke (1941—1944) od strane Sila osovine, dobar deo muslimanskih Čama surađivao je s italijanskim i nemačkim okupacionim snagama, i počinio niz ratnih zločina . Po okončanju Drugog svetskog rata, gotovo svi muslimanski Čami iz Grčke su bili proterani u Albaniju, zbog kolaboracije s okupatorima Grčke.
Postojao je i drugi deo muslimanskih Čama koji su stali na stranu Grčke narodnooslobodilačke armije, a veliki deo naroda držao se tradiconalno po strani od bilo kojeg sukoba.

## Demografija
Već od srednjeg veka, stanovništvo Čamerije je bilo vrlo izmešano sa brojnim narodima, tako da etničke granice nisu bile jasno definisane. Podaci o etničkom sastavu regije nedostaju za nekoliko vekova, a po mnogo čemu ne bi se uklapali u standardni nacionalni uzorak, kako su to revolucionarni nacionalistički pokreti 19. veka podrazumevali.

### Broj stanovnika tokom istorije
Po pravilima grčkog popisa stanovništva, samo muslimani iz ove regije broje se kao Albanci. Prema grčkom popisu stanovništva iz 1913. godine, 25.000 Muslimana živelo je u to vreme u regiji Čamerija, ukupni broj žitelja toga kraja bio je oko 60.000 stanovnika, dok je popis iz 1923. godine zabeležio 20.319 muslimanskih Čama. Popis stanovništva iz 1928. godine, izbrojao je 17.008 muslimana, kojima je albanski bio materinji jezik.
Jedini popis stanovništva po kojem su i pravoslavni stanovnici ovog kraja brojani kao Čami (zbog jezika), upitne je vrednosti jer ga je napravila fašistička Italija 1941. godine.(Ona je nakraju imala i teritorijalne pretenzije prema Grčkoj; Jonska ostrva, Dodekanez, Cikladi). Ovaj popis izbrojao je 54.000 Čama (od kojih je 26.000 bilo pravoslavnih 28.000 muslimana) te 20.000 Grka. Posleratni grčki popisi stanovništva, dali su sledeće rezultate; 1947. bilo je 113 Čama (muslimana) a 1951. godine 127.

### Broj Čama danas
Tačan broj Albanaca koji žive u Čameriji danas nije poznat, jer grčke vlasti ne uključuju manjine (etničke i jezične) u bilo koji službeni popis stanovništva. Prema proalbanskoj  nastrojenoj autorki Mirandi Vikers, pravoslavnih Čama ima oko 40.000. Albanski još uvek govori dobar deo stanovnika Igumenice i okoline. Ukupno oko 10.000 ljudi iz Epira (uz one u selu Lehovo i u gradu Florini).

## Literatura
- Vickers, Miranda (2007). The Albanian Question: Reshaping the Balkans. I.B.Tauris. стр. 238. ISBN 978-1-86064-974-5.
- Joseph, Brian D. (2003). When Languages Collide: Perspectives on Language Conflict, Language Competition, and Language Coexistence. Ohio State University Press. стр. 281—. ISBN 978-0-8142-0913-4.
- Roudometof, Victor (2002). Collective Memory, National Identity, and Ethnic Conflict: Greece, Bulgaria, and the Macedonian Question. Greenwood Publishing Group. стр. 182. ISBN 978-0-275-97648-4.
- Meyer, Hermann Frank (2008). Blutiges Edelweiß: die 1. Gebirgs-Division im Zweiten Weltkrieg. Ch. Links Verlag. ISBN 978-3-86153-447-1.
- Fleming, Katherine Elizabeth (1999). The Muslim Bonaparte: Diplomacy and Orientalism in Ali Pasha's Greece. Princeton University Press. стр. 59. ISBN 978-0-691-00194-4.
- Vickers, Miranda (1999). The Albanians: A Modern History. I.B.Tauris. ISBN 978-1-86064-541-9.
- Hammond, Nicholas Geoffrey Lemprière (1967). Epirus: the Geography, the Ancient Remains, the History and Topography of Epirus and Adjacent Areas. Clarendon P. стр. 31.
- Kazhdan, Alexander (Ed.) (1991). Oxford Dictionary of Byzantium. Oxford University Press. стр. 52–53. ISBN 978-0-19-504652-6.
- (језик: немачки)
- (језик: енглески)
- (језик: енглески)
- (језик: енглески)
- (језик: енглески)